# Tunnelrat

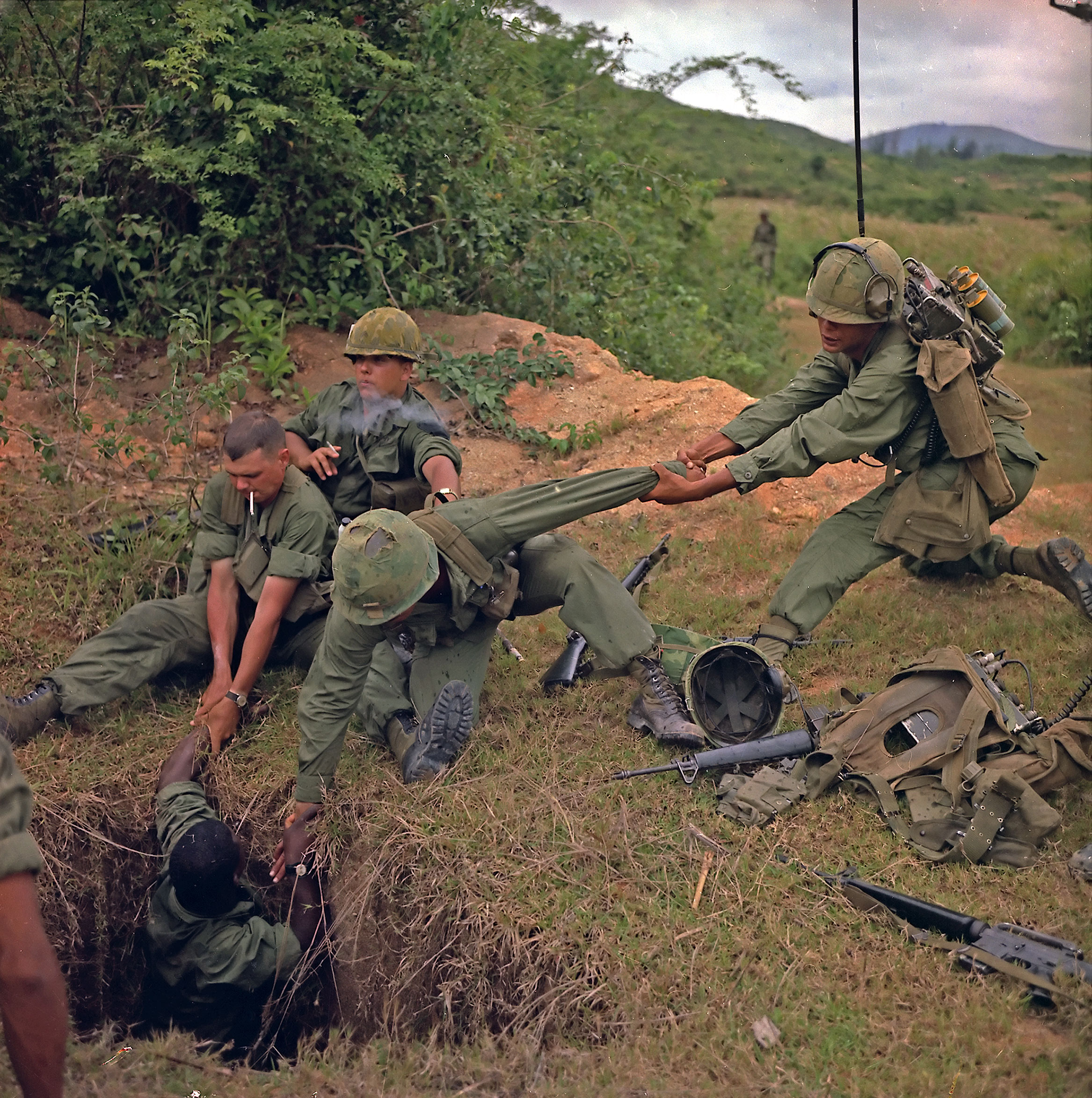
Een infanterist wordt in een tunnel neergelaten tijdens operatie "Oregon",1967

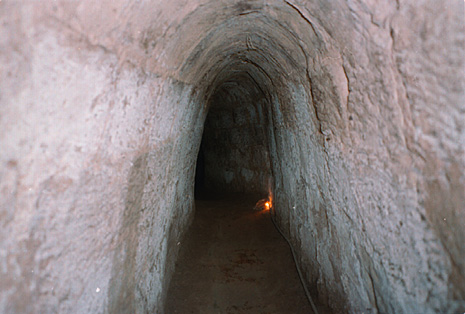
Gedeelte van het tunnel complex bij Củ Chi.

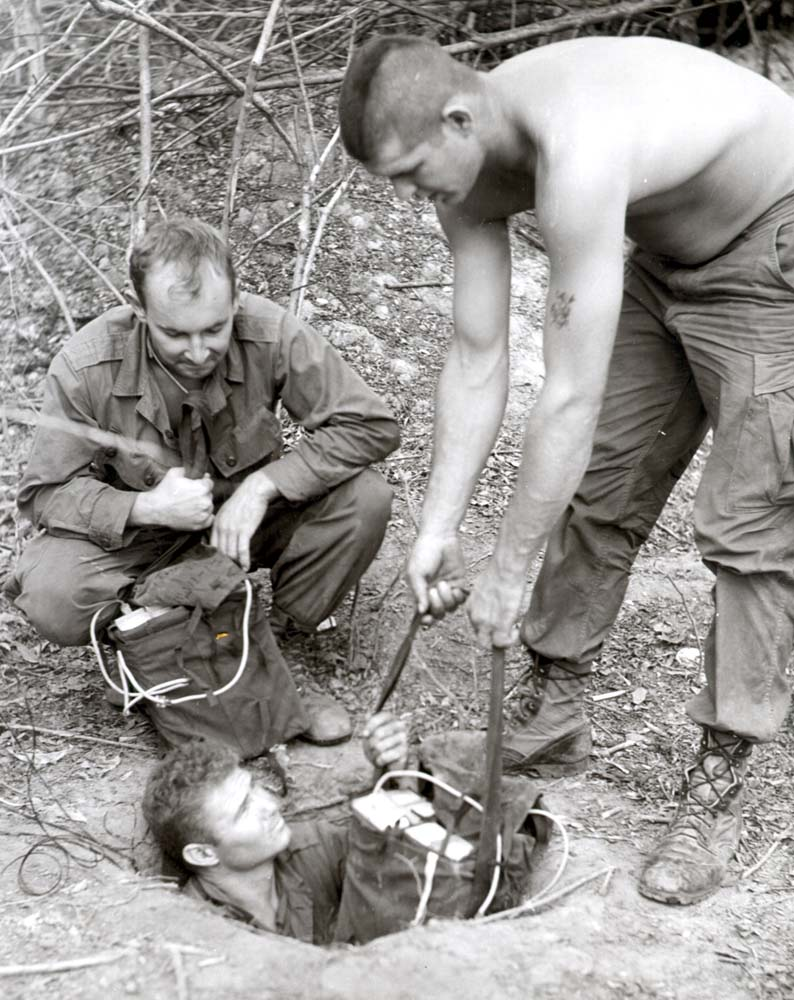
Tunnelratten maken springladingen klaar en verbinden deze om de tunnel op te blazen

De tunnelrat was een Amerikaanse, Australische of Nieuw-Zeelandse soldaat die ondergrondse "search and destroy" missies uitvoerde tijdens de Vietnamoorlog. Volgens drillinstructeur R. Lee Ermey van het tv-programma Mail Call waren tunnelratten de kleinste kerels met de grootste ballen."

## Taak
In de loop van de oorlog zijn door de Vietcong zeer uitgebreide ondergrondse tunnelcomplexen gemaakt. Als Amerikaanse troepen een tunnel ontdekten werd deze doorzocht door tunnelratten en er werden explosieven aangebracht om de gangen met inhoud te vernietigen. Een tunnelrat was slechts uitgerust met een semiautomatische M1911 (.45 kaliber) pistool, een mes en een zaklamp. De tunnels waren zeer gevaarlijk. Er waren vaak boobytraps en de Vietcong kon in hinderlaag liggen. Soms waren er in de gangen ook tunnels in een U-bochtconstructie, gevuld met water. Deze diende als waterslot ter bescherming van gassen. Men had niet alleen met menselijke vijanden te maken maar ook met een variëteit aan beesten zoals slangen, spinnen, schorpioenen, mieren en vleermuizen.
Door de beperkte ruimte hadden de tunnelratten een hekel aan de grote mondingsvlam van hun .45 ACP pistolen, die hen vaak ook tijdelijk doof maakten, en het was niet ongebruikelijk dat ze ieder ander vuistvuurwapen gebruikten dat ze tegenkwamen. De Sovjetpistolen waarmee de vijand bewapend was waren favoriet, maar zeer zeldzaam. Soldaten lieten vaak vanuit thuis pistolen of revolvers opsturen. Onder de favorieten waren de Duitse Luger en de Walther pistolen, beide 9 mm. Veel van deze wapens waren door Amerikaanse soldaten mee naar huis genomen na de Tweede Wereldoorlog. Anderen ruilden hun wapens voor revolvers van andere soldaten. Velen gebruikten een geïmproviseerde geluiddemper op hun pistolen om het geluid verder te reduceren.
Tunnelratten waren over het algemeen, maar niet uitsluitend, mannen met een smal postuur zodat ze beter in de tunnels pasten. Door Mangold and Penycate wordt geclaimd dat tunnelratten bijna uitsluitend blank of van Hispanic komaf waren en de meerderheid van de Hispanic en de Latijns-Amerikanen bestond uit Puerto Ricanen of Mexicaanse Amerikanen. Het US government archief  laat echter zien dat een aantal tunnelratten ook Afro-Amerikaan was.

## Tunnelratten in Afghanistan
Afghanistan heeft ook een uitgebreid netwerk van tunnels, groter en complexer dan de tunnels van de Viet Cong, die gebruikt worden voor het transport van water en naar verluidt dateert van voor de invasie van Alexander de Grote. Tijdens de Afghaanse Oorlog (1979-1989) met de Sovjet-Unie werden zulke tunnels gebruikt door strijders van de Moedjahedien en door burgers. Het 40ste leger van de Sovjet-Unie had zijn eigen tunnelratten en zij werden belast met het leegspoelen van de tunnels, ontmantelen van boobytraps en het doden van achtergebleven personen.

### Voetnoten
1. ↑  The Tunnel Rats of Viet Nam. Viet Nam. Digger History: an unofficial history of the Australian & New Zealand Armed Forces.
2. ↑  Mangold, Tom, John Penycate (2005). The Tunnels of Cu Chi. Presidio Press. ISBN 0891418695.
3. ↑  Grau, Lester W., Ali Ahmad Jalali (November 1998). Underground Combat: Stereophonic Blasting, Tunnel Rats and the Soviet-Afghan War. Engineer.  Gearchiveerd van origineel op 6 november 2011. Geraadpleegd op 13 juni 2014.